# Johann I xứ Sachsen
Johann Kiên định hay Johann Cương quyết (tiếng Đức: Johann der Beständige; 30 tháng 6 năm 1468 – 16 tháng 8 năm 1532), là Tuyển hầu xứ Sachsen từ năm 1525 đến năm 1532. Ông là em trai của Friedrich III, Tuyển hầu xứ Sachsen và con trai thứ hai của Ernst, Tuyển hầu xứ Sachsen. Johann là vị tuyển đế hầu thứ 3 và áp chót của dòng Ernestin của Nhà Wettin, sau khi con trai của ông là Johann Friedrich lãnh đạo Liên minh Schmalkaldic thất bại trước phe Công giáo của Hoàng đế Karl V, lãnh thổ và ghế Tuyển đế hầu đã rơi vào tay của dòng Albertine, nhánh phụ của Nhà Wettin.
Ông nổi tiếng vì đã tổ chức Nhà thờ Lutheran ở lãnh địa Tuyển hầu xứ Sachsen ở cấp nhà nước và hành chính. Trong đó, ông được hỗ trợ bởi Martin Luther, người có "mô hình Sachsen" về một nhà thờ Lutheran cũng sẽ sớm được triển khai ngoài Sachsen, ở các vùng lãnh thổ khác của Đế chế La Mã Thần thánh.